# Askarióza
Askaridóza je onemocnění způsobené parazitickou škrkavkou Ascaris lumbricoides , škrkavkou dětskou. Ve více než 85 % případů se neprojevují žádné příznaky, zejména pokud je počet červů malý. S rostoucím počtem červů se příznaky začínají stupňovat a na počátku onemocnění mohou zahrnovat dýchavičnost a horečku. Tyto příznaky může následovat otok a bolest břicha a průjem. Nejběžněji toto onemocnění postihuje děti, přičemž u této věkové skupiny může infekce zapříčinit také úbytek váhy, podvýživu a problémy s učením.

## Příčina a mechanismus
K nákaze dochází konzumací potravin nebo nápojů kontaminovaných vajíčky Ascaris z výkalů. Vajíčka se vylíhnou ve střevech, larvy se provrtají skrze střevní stěnu a krví se dostanou do plic. Tam se dostanou do plicních sklípků a postoupí nahoru do průdušnice, kde dojde k jejich vykašlání a následnému spolknutí. Larvy projdou žaludkem do střev, kde se z nich stanou dospělí červi.

## Prevence a léčba
Prevenci zlepšují hygienická opatření, která zahrnují zlepšení přístupu k toaletám a správnou likvidaci výkalů. Ochranný účinek má také mytí rukou mýdlem. V oblastech, kde je postiženo více než 20 % populace, se doporučuje obecná léčba v pravidelných intervalech. Vracející se infekce jsou běžné. Na onemocnění není k dispozici žádná vakcína. Mezi léky doporučované Světovou zdravotnickou organizací patří albendazol, mebendazol, levamisol nebo pyrantel pamoát. Mezi další účinné přípravky patří tribendimidin a nitazoxanid.

## Epidemiologie
Na celém světě je askariózou postiženo přibližně 0,8 až 1,2 miliardy osob, přičemž nejzávažněji postižené populace jsou v subsaharské Africe, Latinské Americe a v Asii. Askarióza je tak nejběžnější formou půdou přenášené helmintózy. V roce 2010 onemocnění zapříčinilo přibližně 2 700 úmrtí, oproti přibližně 3 400 úmrtím v roce 1990. Další typ škrkavky Ascaris infikuje prasata.